# 長野県立屋代高等学校・附属中学校
もしかして
- 長野県屋代高等学校・附属中学校

ではありませんか？